# فيليب فـان آرنم
فيليب فـان آرنم (بالهولندية: Philippe van Arnhem)‏ هو لاعب كرة قدم هولندي في مركز الوسط، ولد في 24 أغسطس 1996 في Waalwijk ‏ في هولندا. لعب مع آر كي سي فالفيك.

## وصلات خارجية
- فيليب فـان آرنم على موقع قاعدة بيانات كرة القدم.إي يو (الإنجليزية)
- فيليب فـان آرنم على موقع Soccerway.com (الإنجليزية)